# After Crying
After Crying – węgierska progresywna grupa rockowa, działająca od 1986. W swoich kompozycjach łączy muzykę rockową, nawiązującą np. do twórczości King Crimson i Emerson, Lake And Palmer z wpływami muzyki współczesnej, np. Bartóka.
Zespół stworzyła trójka muzyków: Csaba Vedres (fortepian, instrumenty klawiszowe, śpiew), Gábor Egervári (flet, teksty) oraz Péter Pejtsik (wiolonczela, gitara basowa, śpiew). Pierwszą płytę studyjną (Overground Music) zespół nagrał w 1990 w towarzystwie gościnnych muzyków. W 1994 odszedł Vedres, który następnie założył zespół Townscream.
Na koncertowej płycie Struggle for Life (2000) gościnnie wystąpił John Wetton, były wokalista i basista King Crimson. Płyta Show z 2003 miała charakter albumu koncepcyjnego poświęconego polityce amerykańskiej po zamachach z 11 września 2001.
W 2000 After Crying wystąpił w studio koncertowym Programu Trzeciego Polskiego Radia. W 2003 zespół zdobył nagrodę eMeRTon przyznawaną przez węgierskie publiczne radio.

## Skład
Muzycy z aktualnego składu After Crying:
- Zoltán Bátky – śpiew, teksty
- Gábor Egervári – teksty, flet
- Csaba Erös – fortepian, instrumenty klawiszowe
- Andras Adam Horvath - gitara
- Zsolt Madai – instrumenty perkusyjne
- Péter Pejtsik – wiolonczela, skrzypce, gitara basowa
- Balázs Winkler – trąbka, fortepian, instrumenty klawiszowe

Byli muzycy:
- Torma Ferenc – gitary, instrumenty klawiszowe, programowanie, gitara basowa, śpiew
- László Gacs - instrumenty perkusyjne
- Csaba Vedres - fortepian, śpiew

## Dyskografia
Płyty długogrające:
- Opus 1 (1989; kaseta z nagraniami koncertowymi z lat 1988-1989, wznowiona na CD w 2009)
- 1989 (1989; kaseta, wznowiona na CD w 2009)[12]
- Overground Music(inne języki) (1990)
- Megalázottak És Megszomorítottak(inne języki) (1992)
- Föld És Ég(inne języki) (1994)
- De Profundis(inne języki) (1996)
- Elsõ Évitized (1997; kompilacja 2CD)[13]
- After Crying 6(inne języki) (1997)
- Struggle for Life (2000; album koncertowy, również w krótszej wersji: Struggle for Life (Essential))
- Bootleg Symphony (2001; album koncertowy)
- Show (2003)
- Creatura (2011)
- AC XXV - Anniversary Concert (2013; album koncertowy)

Płyty DVD:
- Live (2007)